# Далримпл, Уильям
Уильям Бенедикт Далримпл (англ. William Dalrymple, при рождении Гамильтон-Далримпл, англ. Hamilton-Dalrymple; род. 20 марта 1965, Шотландия) — шотландский историк и писатель

, автор бестселлеров. Книги его отмечались многими наградами и были переведены на более чем 40 языков. Член Королевского общества Эдинбурга. Отмечен высочайшей наградой Британской академии — President's Medal (British Academy) (2018). В 2023 году стал командором Ордена Британской империи.

## Биография
Родился в семье баронета (10-го) Хью Гамильтона-Далримпла, двоюродного брата Вирджинии Вулф.
Учился в Амплфорт-колледже и кембриджском Тринити-колледже.
Постоянно печатается на страницах New York Review of Books, Guardian, New Statesman, New Yorker. Также много писал для Time.
С 2012 года сотрудник Принстона. С 2015 года преподаватель Брауновского университета.
Почётный доктор Лакхнауского (2007), Эдинбургского (2015), Брэдфордского (2012), Сент-Эндрюсского (2006) и Абердинского (2008) университетов.
Женат, трое детей. Ему приходится кузиной Элис Альбиния.
Живёт в Дели (Индия), является соучредителем и одним из директоров крупнейшего Джайпурского литературного фестиваля.

## Творчество
Сфера интересов Далримпла охватывает историю и культуру Индии, Пакистана, Афганистана, Ближнего Востока, а также буддизм, индуизм, джайнизм и древневосточное христианство.
Его книга «Белые Моголы» (White Mughals, 2002) удостоилась Wolfson History Prize, а «Поледний Могол: Падение династии, Дели 1857» (The Last Mughal, The Fall of a Dynasty, Delhi 1857) — Duff Cooper Prize.
О его книге «Анархия» (Анархия), описывающей Индийский субконтинент в XVIII веке и экспансию сюда Британской Ост-индийской компании, высоко отзывался Чарльз Манн.
Одна из книг об алмазе Кох-и-Нур в соавторстве с Анитой Ананд в 2019 году издана на русском языке.
- Ананд Анита; Далримпл Уильям. Кох-и-Нур. Семейные трагедии, коварные заговоры и загадочные убийства в истории самого большого алмаза = Koh-i-Noor: The History of the World's Most Infamous Diamond. — М.: Эксмо ; Бомбора, 2019. — 288 с. — (История моды в деталях). — ISBN 978-5-04-096169-6.
- Анархия. Неумолимое возвышение Ост-Индской компании = The Anarchy: The Relentless Rise of the East India Company. — М.: Картина мира, 2024. — 442 с.